# Singitjåkka
Singitjåkka, nordsamiska Siŋŋičohkka, är ett högfjäll i Kebnekaisemassivet i Kiruna kommun. Dess två högsta toppar mäter 1704 respektive 1678 meter över havet. 
På den norra sidan av fjället går dalgången Singivagge (Siŋŋivággi) i väst-östlig riktning. Sjön Singijaure (Siŋŋijávrrit) ligger ungefär i mitten av dalen. Jokkarna Siŋŋijohka och Šiellajohka rinner västerut respektive österut genom dalen.
Söder om fjället går dalgången Ladtjovagge.

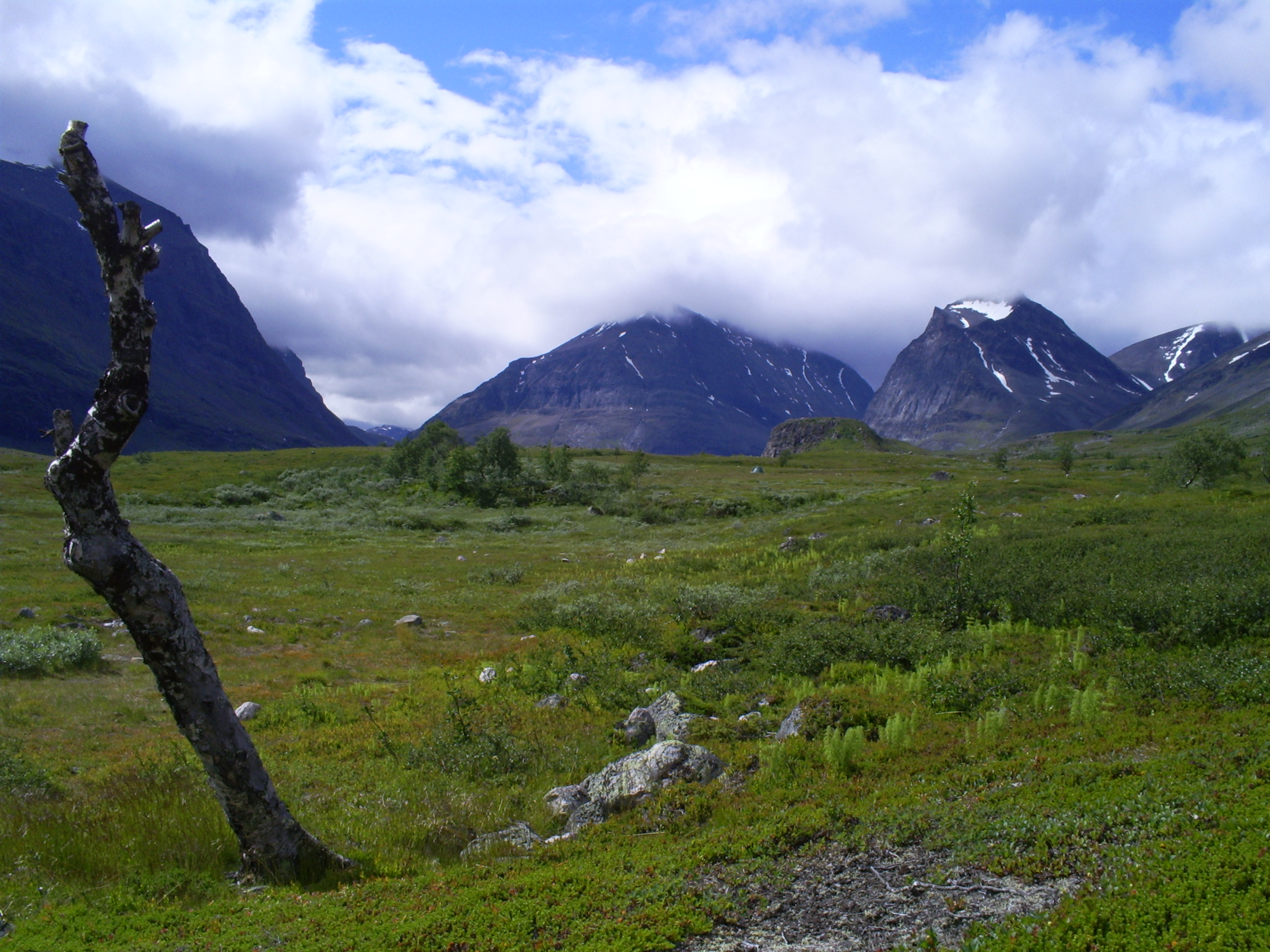
Från vänster: Skárttoaivi, Singitjåkka, Tuolpagorni, Vierramvare och foten av Kebnekaise.

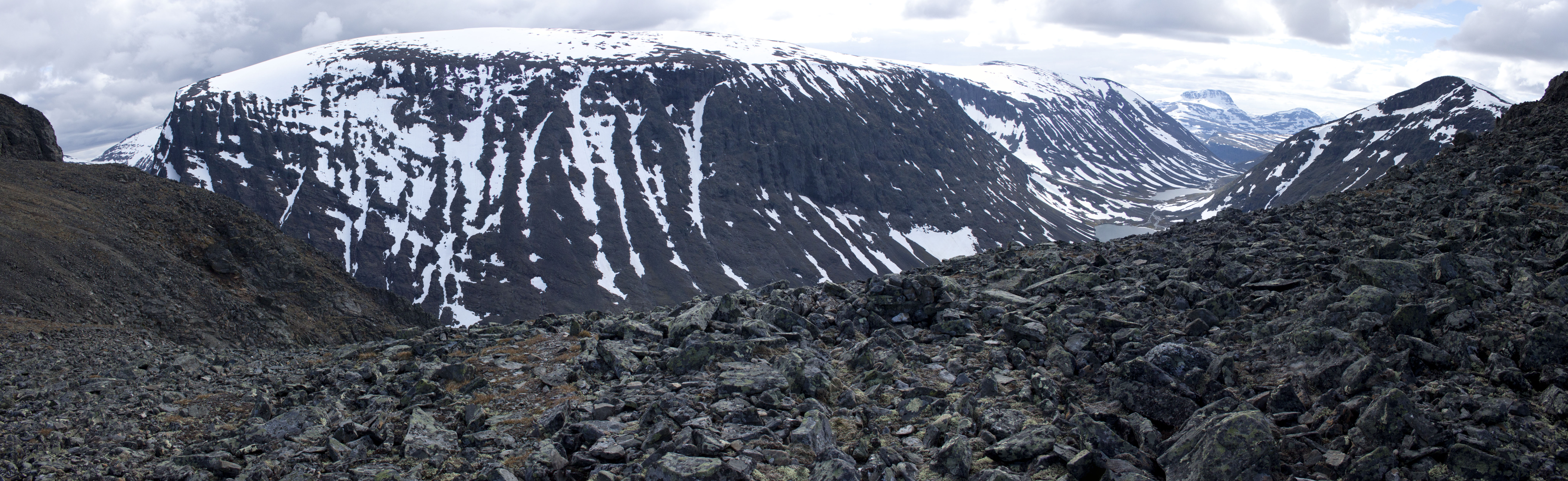
Singitjåkka i juli 2012, sedd från nordöst i dalen mellan Tolpagorni och Vierranvárri.
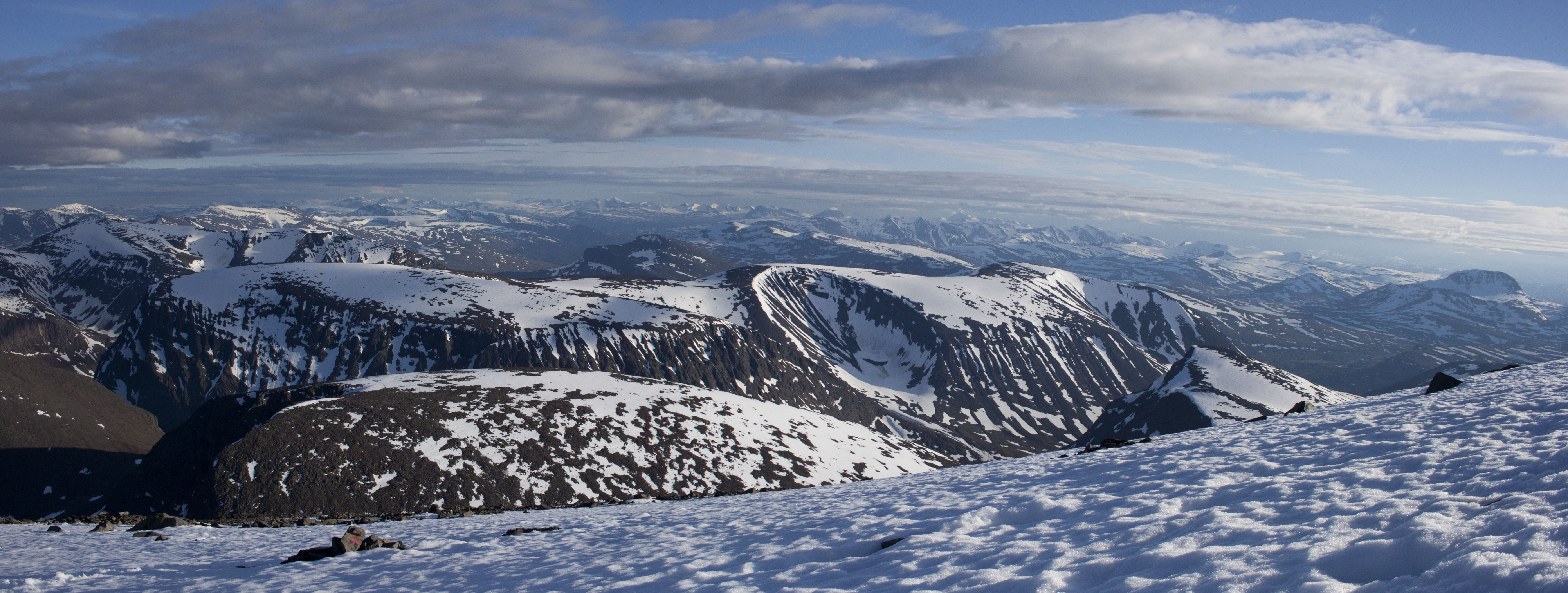
Singitjåkka i juli 2012, sedd från nordöst nära Kebnekaises sydtopp. I förgrunden syns toppen på Vierranvárri.